# Guerra de Bàndols
Les guerres de bàndols, també conegudes com a lluites de bàndols, són una sèrie d'enfrontaments que es van donar al territori de l'actual País Basc a la darreria de l'edat mitjana.
Aquests enfrontaments van tenir com a protagonistes els diferents llinatges de la noblesa rural basca i van cessar només amb la imposició de l'autoritat reial de Ferran II d'Aragó i Isabel de Castella, els Reis Catòlics.

## Antecedents
A l'Edat Mitjana tardana, el sistema feudal va patir greus problemes: la Guerra dels Cent Anys (1337-1453), la jacquerie (1358), la ciompi (1378 i 1382) i les guerres hussites (1420-1452). El País Basc no va ser una excepció. La pesta negra, la fam i la mort va disminuir la població i, per tant, van disminuir els ingressos dels senyors feudals. Les famílies es va convertir en grups socials antagònics i es van crear bàndols.

## Els bàndols enfrontats
En aquestes lluites s'engloben tres tipus d'enfrontaments: la noblesa contra la pagesia, la noblesa contra les viles i la noblesa contra si mateixa. Aquest últim és el més representatiu dels enfrontaments. Els diferents llinatges de la noblesa rural dels territoris de Biscaia, Guipúscoa i Àlaba s'hi van aglutinar al voltant de dues famílies, els Gamboa i els Oñaz, el que va donar origen als bàndols dels gamboïns i oñacins.
Els llinatges estaven conformats per una extensa comunitat unida entre si per llaços de sang enfront de la qual se situaven els anomenats «parents grans», les famílies amb més possessions i riquesa, i se sumaven a ells altres membres de la societat medieval, com els «encomanats», que oferien prestacions econòmiques i treball com a contrapartida a la seva seguretat; els «atreguats», individus que es comprometien a títol personal amb el parent major a canvi de protecció; els «encartats» i «acostats»(cabalers pobres) que solien constituir la tropa i ho feien per menjar i allotjament.
Les principals famílies que componien els llinatges dels diferents bàndols són:
- Gamboïns: Famílies de Gamboa, Guevara, Balda, Olaso, Abendaño, Salazar, Ayala (en Vitòria) i Leguizamones (en Bilbao). Tenien com a aliats als agramontesos i al Regne de Navarra.
- Oñacins: Famílies d'Oñaz, Mendoza, Lazcano, Mújica i Butrón, Calleja (en Vitòria) i Zurbaran (en Bilbao). Tenien com aliats als beaumontesos i a la Corona de Castella.

## La finalitat de les lluites
La finalitat d'aquestes lluites era pel manteniment de les rendes i estatus social, que venien minvant amb el naixement i puixança de les viles. En paraules del cronista Lope García de Salazar, «aquestes lluites es feien per saber qui valia més en la terra» o, com assenyala fra Juan de Victoria al segle xvi, «qui ser més i manar més».
Aquestes definicions quallen en dos grans apartats: d'un costat mantenir i augmentar les possessions; i d'altre costat, en l'honor i fama pública, adoptar una sèrie de valors com la valentia, l'empenta, la cavallerositat, etc. Existia un codi d'honor al qual es marcaven certes normes, com les de no fer la guerra sense raó, no trencar les treves, no matar a traïció, guardar la paraula donada, etc.

## Les lluites
La principal font sobre les guerres de bàndols és l'obra Istoria de las bienandanzas e fortunas, de Lope García de Salazar, escrit cap al 1471. Les guerres van ser degudes, en part, pels efectes desestabilitzadors de la Primera Guerra Civil Castellana i per la debilitat política posterior de la Dinastia Trastàmara. El fet que el Senyoriu de Biscaia, atribuït històricament a la Casa d'Haro, quedés en poder del rei Enric II el 1370 i s'integrés el 1379 al Regne de Castella, no va fer més que exacerbar els efectes de l'anarquia política a la regió. El sorgiment de les viles i ciutats, especialment Bilbao i Bermeo, va donar lloc a la lluita pel poder municipal entre les famílies urbanes riques. Per la seva banda, la noblesa terratinent es va esforçar per protegir els seus feus que posseïen des de segles enrere.

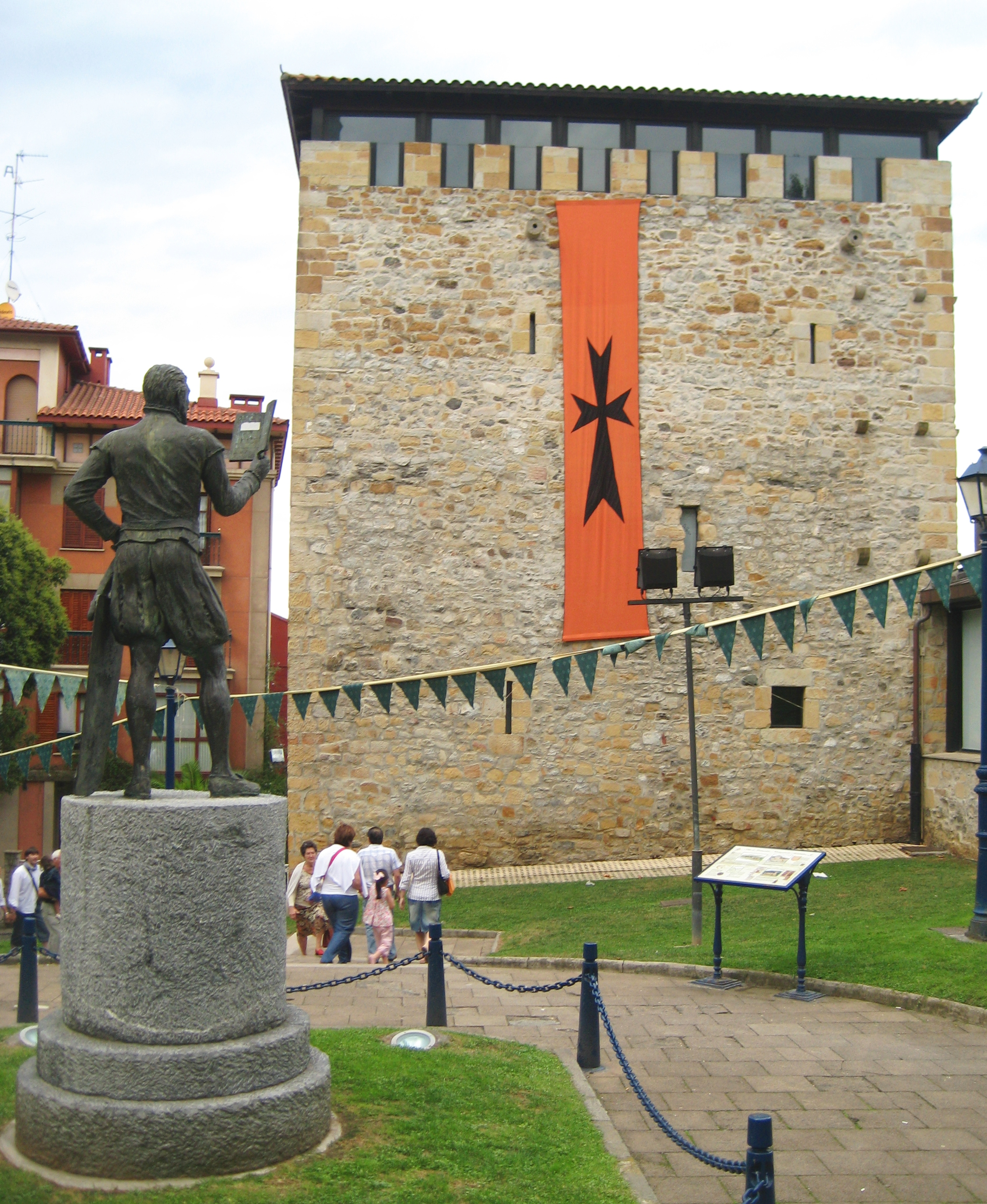
Torre de Salazar i monument a Lope García de Salazar, a Portugalete, Biscaia

El 1362, en l'etapa primerenca dels conflictes, les famílies Leguizamón i Zurbarán es van enfrontar en una batalla en els carrers de Bilbao. Van lluitar de nou en el mercat de Bermeo en 1413 i a partir de llavors, i fins 1433, els combats entre els dos bàndols van continuar sense treva. Els Basurto, que havien estat enemics dels Leguizamón, van lluitar al bàndol dels Zurbarán. La guerra urbana va ser sovint menys letal que les batalles lliurades en camp obert: només cinc homes van morir en un altercat a Bilbao en 1440 i només deu als carrers de Bermeo en 1443.
El 1413, una guerra privada va esclatar entre Juan de Sant Pedro (o «Sant-Pée»), de la zona de Labortà (llavors part del Ducat de Gascunya, en mans dels anglesos), i les cases navarreses dels Espeleta i els Alzate. Després que el cap dels Alzate i el seu fill fossin assassinats, Fernando, de la família Gamboa de Guipúscoa va casar al seu fill amb la filla i hereva dels Alzate. En conseqüència va dirigir un atac contra Juan de Sant Pedro, per venjar a la família de la seva nora. Però, va ser derrotat i mort i 150 homes van morir en la batalla.
Al voltant de 1420, els Gamboïns van estendre el seu feu amb un assalt nocturn a la família Oñaz, també de Guipúscoa. Per Nadal, el feu dels Oñaz va començar a cremar i el cap de la casa més altres nou individus van morir en l'incendi. Les terres de la família Oñaz també van ser devastades pels Gamboïns i els seus aliats, però els aliats dels Oñaz van sortir en defensa seva. D'aquests últims, els Lazcano van atacar a la família Balda, aliada dels Gamboïns, i van matar el seu líder. Així, aquesta petita guerra es va convertir en una complexa xarxa de venjances familiars.
Els Gamboïns i els Balda van lluitar contra els Oñaz i els Lazcano a Zumarraga el 1446. Els Oña' van sortir victoriosos i van cremar la fortalesa dels Gamboïns a Azkoitia. Setanta homes i dotze dels líders van ser assassinats. Les famílies, amb totes les seves àmplies xarxes d'aliats, s'enfronten de nou el 1447 i 1448.
Ja entre 1390 i 1393, la guerra a Biscaia s'havia reduït per la intervenció de les Hermandades. El 1415, el corregidor, autoritat de la Hermandad designat pel poder reial, va desviar el blat biscaí a Astúries i provocar així una rebel·lió. Els biscaïns van ser derrotats a Erandio amb la pèrdua de seixanta homes i les transferències de blat van continuar. El 1442 les Hermandades van intervenir amb èxit a Bilbao i Arrasate, però la pau establerta no va durar molt.
El 1457, les guerres entre els Gamboïns i els Oñacins van tenir un abrupte final quan les Hermandades es van rebel·lar contra tots dos, es van apoderar de les seves mansions i els seus líders van ser expulsats de Guipúscoa.

## El final dels enfrontaments
Les rivalitats entre els bàndols es van arribar a plasmar a l'interior de les viles. En competir els diferents parents que hi eren assentats pel control de les institucions municipals, es va arribar fins i tot a rivalitzar entre famílies del mateix bàndol per això. Les viles es van defensar de la noblesa rural mitjançant la creació de les Hermandades, embrió del que després serien les Juntas Generales o Diputacions, el que va contribuir a la conformació de la província. Aliada de les viles en la lluita contra la noblesa rural es trobava la Corona de Castella. L'aliança en favor de la superació de la conflictivitat social que les lluites de bàndols creaven va donar com a resultat la derrota dels parents majors, que van ser desterrats cap a la frontera de Granada i la dissolució de les seves tropes, així com l'enderroc de les seves cases torres o l'escapçat de les mateixes per a convertir-se en residències rurals.